# Plethodon yonahlossee
Plethodon yonahlossee (tên tiếng Anh: Yonahlossee Salamander) là một loài kỳ giông trong họ Plethodontidae.
Nó là loài đặc hữu của Bắc Mỹ.
Các môi trường sống tự nhiên của chúng là các khu rừng ôn hòa và vùng nhiều đá.
Nó bị đe dọa do mất môi trường sống. Nó được đặt tên theo Yonahlossee Road, a trail that went through the area it inhabits ở miền tây North Carolina và miền đông Tennessee cũng như Floyd and Pulaski counties in neighboring Virginia.

## Hình ảnh

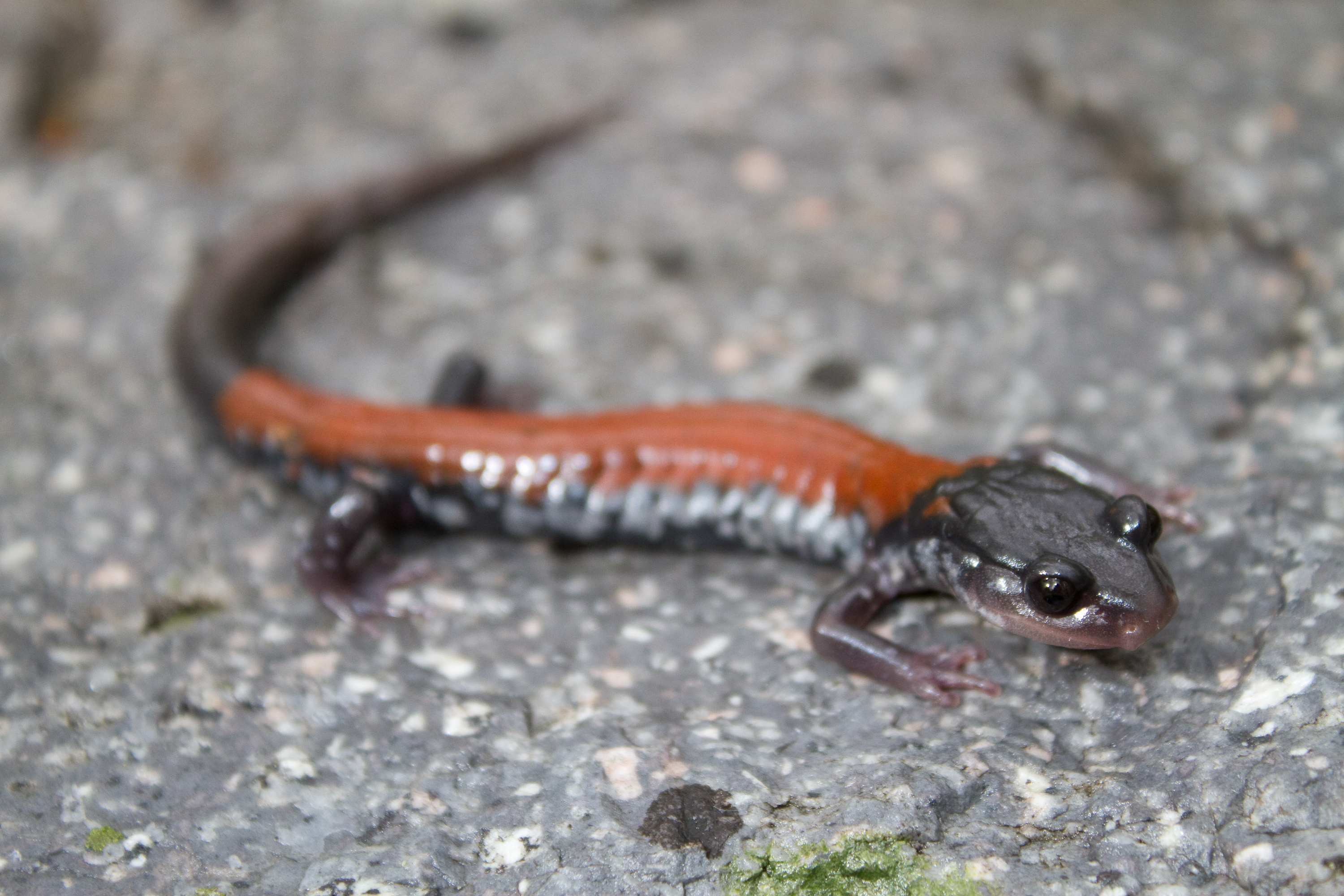
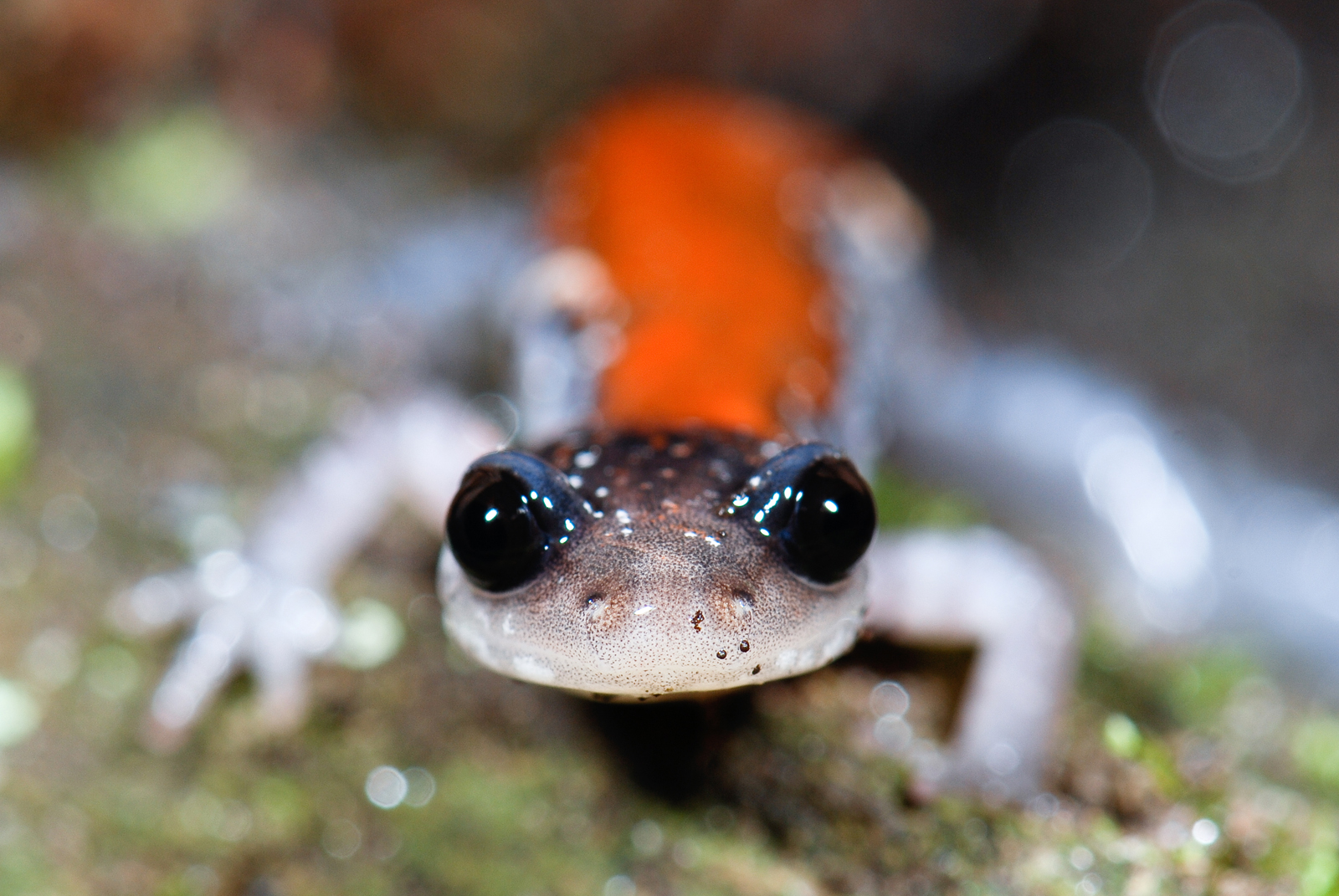
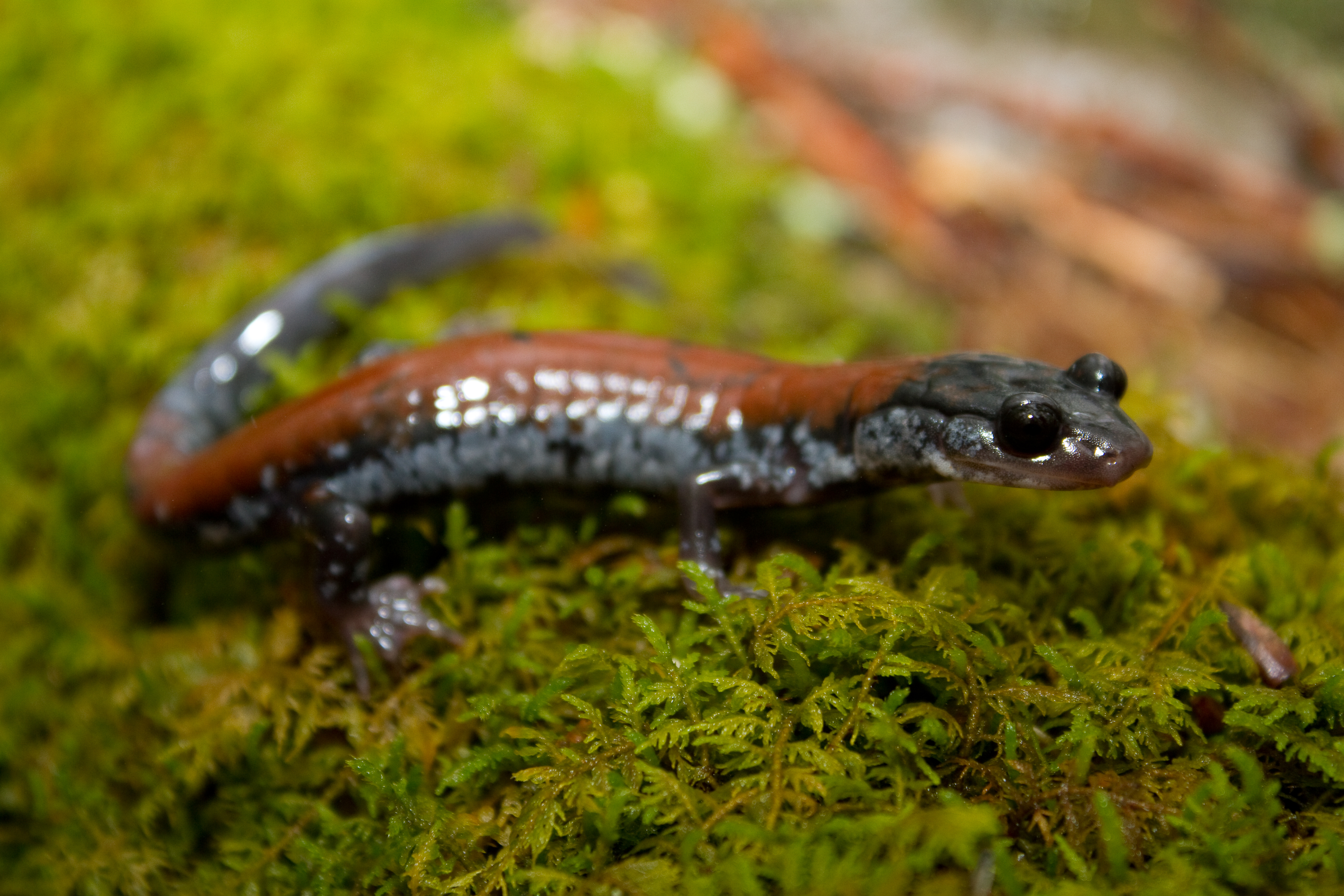
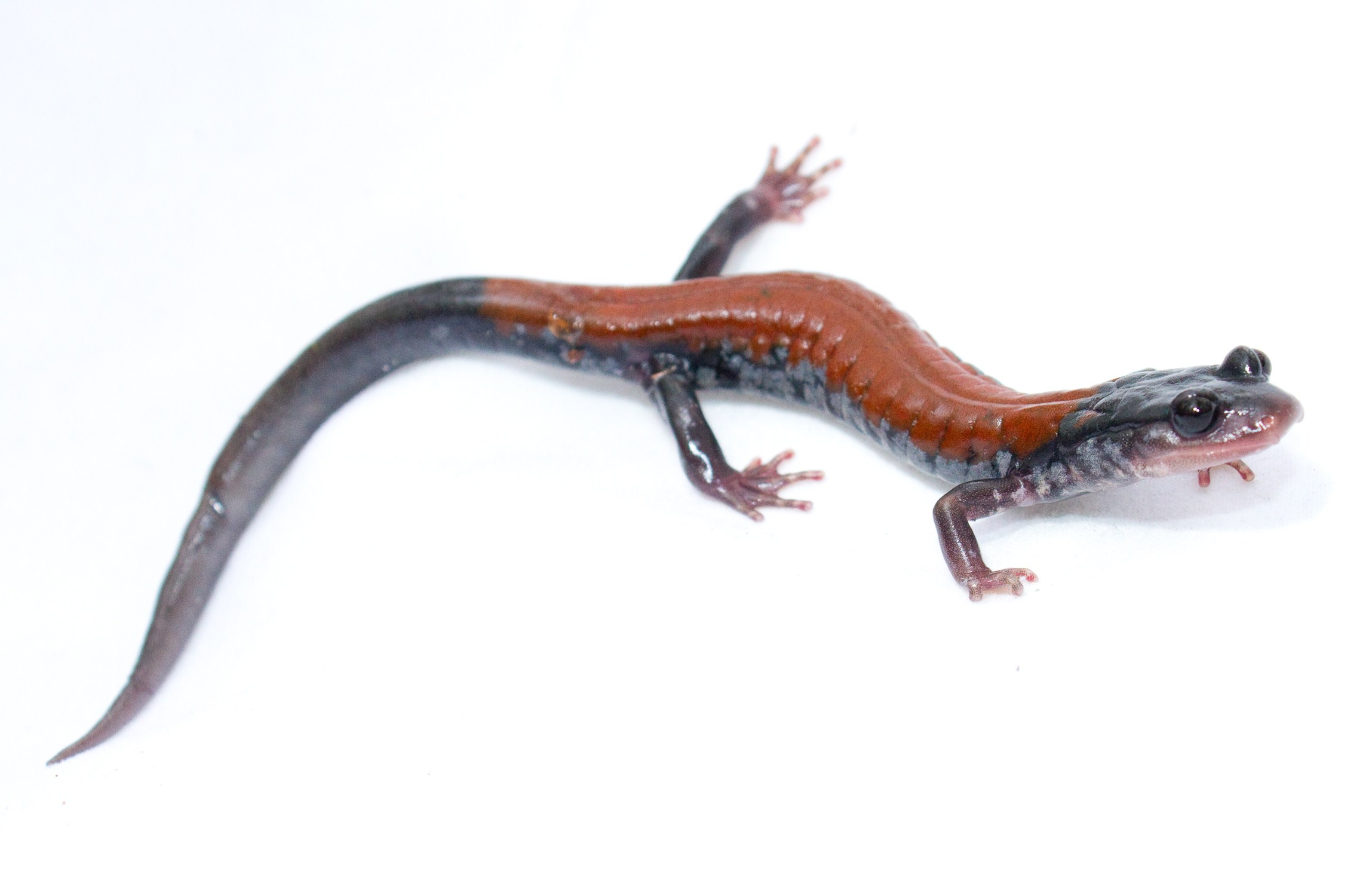